# Флаг Мюрюнского наслега
Флаг муниципального образования «Мюрюнский наслег» Усть-Алданского улуса Республики Саха (Якутия) Российской Федерации — опознавательно-правовой знак, служащий официальным символом муниципального образования.
Флаг утверждён 16 апреля 2009 года и внесён в Государственный геральдический регистр Российской Федерации с присвоением регистрационного номера 6632.

## Флаг внесённый в ГГР

### Описание
«Прямоугольное полотнище с отношением ширины к длине 2:3, воспроизводящее композицию герба Мюрюнского наслега в зелёном синем, белом и жёлтом цветах».
Описание герба гласит: «В зелёном поле с чешуевидной лазоревой оконечностью, прямо окаймлённой серебром и обременённой двумя серебряными карасями навстречу друг другу, золотое солнце; поверх поля и солнца — сэргэ (коновязь в виде столба с выточкой вверху): в зелени золотое, в золоте — зелёное».

### Обоснование символики
На флаге использован образ озера Мюрю.
Зелёный фон символизирует жизнь. Белые волны — это воды озера Мюрю.
Сэргэ символизирует сохранение традиций, национальных обычаев якутского народа, связь поколений.
Солнце означает свет, надежду, радость и возрождение.
Караси символизируют размеренность развития жизни.

## Утверждённый флаг

### Описание и символика
Флаг представляет прямоугольное полотнище.
Синий цвет символизирует чистое небо, олицетворяющее вечность, мир и покой.
В левом верхнем углу нарисовано солнце, символизирующее возрождение и надежду.
Белый цвет (серебро) — символ озера Мюрю, также означает знак чистоты и простоты.
Холмы и мысы, окружающие озеро Мюрю обозначены коричневым цветом.
Зелёный цвет обозначает плодородные луга аласа.